# Sacro Cuore di Gesù a Castro Pretorio (diaconia)
Sacro Cuore di Gesù a Castro Pretorio (in latino: Diaconia Sacratissimi Cordis Iesu ad Castrum Praetorium) è una diaconia istituita da papa Paolo VI il 5 febbraio 1965 con la costituzione apostolica Almae Urbis templa.
La diaconia insiste sulla basilica del Sacro Cuore di Gesù nei pressi della stazione Termini a Roma.
L'attuale titolare è il cardinale Giuseppe Versaldi, prefetto emerito della Congregazione per l'educazione cattolica.

## Titolari
- Maximilien de Fürstenberg, titolo pro illa vice (29 giugno 1967 - 22 settembre 1988 deceduto)
- Giovanni Saldarini, titolo pro illa vice (28 giugno 1991 - 18 aprile 2011 deceduto)
- Giuseppe Versaldi (18 febbraio 2012 - 4 marzo 2022); titolo pro hac vice dal 4 marzo 2022